# Henri Ier de Wolfratshausen
Henri Ier de Wolfratshausen (mort le 10 mai 1155) est le vingt-et-unième évêque de Ratisbonne et prince-évêque de la principauté épiscopale de Ratisbonne de 1132 à sa mort.

## Biographie
Heinrich von Wolfratshausen appartient à la famille des comtes de Wolfratshausen, une branche de la maison de Diessen-Andechs établie à Wolfratshausen.
Une querelle croissante se développe avec le Welf Henri X de Bavière pour le bailliage de la cathédrale de Ratisbonne. Dans un règlement, Henri Ier cède le territoire de l'évêché à droite de l'Inn, mais peut s'affirmer à Ratisbonne. Henri soutient Conrad III de Hohenstaufen. Il participe à la deuxième croisade en 1147, dont il revient prématurément. Pour se permette ce retour anticipé, il publie une défense de Conrad contre le pape Eugène III. En 1150, Henri Ier entreprend un pèlerinage à Jérusalem. Il est le dernier évêque à être enterré dans l'abbaye Saint-Emmeran.